# Bonitus
Pour l'évêque de Clermont, voir Bonitus (623-710).
Bonitus, est un franc, probablement d'origine transrhénane, qui est le plus ancien officier supérieur franc connu à s'être engagé dans l'armée romaine.

## Biographie
Il est connu par un texte d'Ammien Marcellin, qui précise qu'engagé à la tête d'une unité d'auxiliaires francs en qualité de tribun, il a rendu de signalés services à Constantin le Grand lors de la guerre contre Licinius en 324. Selon Michel Rouche, il se serait converti au christianisme. Il aurait également bénéficié d'une éducation romaine, sa romanité se manifestant par la latinisation de son nom, sans que l'on sache si cette dernière a été souhaitée par lui ou ses parents.
Il aurait été marié à une devineresse franque, selon Michel Rouche, ou à une aristocrate romaine originaire de Campanie, d'après Jean-Pierre Joly. Il est le père de Silvanus,.

## Pages connexes
- Liste des chefs francs
- Antiquité tardive